# HMS Cardiff (fragata Tipo 26)
La HMS Cardiff será la segunda fragata Tipo 26 de la Royal Navy. 
Es parte del grupo de las primeras tres fragatas antisubmarinas Tipo 26 construidas por BAE Systems, junto a la HMS Glasgow y HMS Belfast. Su construcción comenzó en agosto de 2019.